# Bisdom Foligno
Het bisdom Foligno (Latijn: Dioecesis Fulginatensis, Italiaans: Diocesi di Foligno) is een in Italië gelegen rooms-katholiek bisdom met zetel in de stad Foligno. Het bisdom behoort tot de kerkprovincie Perugia-Città della Pieve en is samen met de bisdommen Assisi-Nocera Umbra-Gualdo Tadino, Città di Castello en Gubbio suffragaan aan het aartsbisdom Perugia-Città della Pieve.

## Geschiedenis
Het bisdom ontstond in de 1e eeuw en was als immediatum onder direct gezag van de Heilige Stoel gesplaatst. Op 15 augustus 1972 werd het bisdom suffragaan aan Perugia-Città della Pieve.

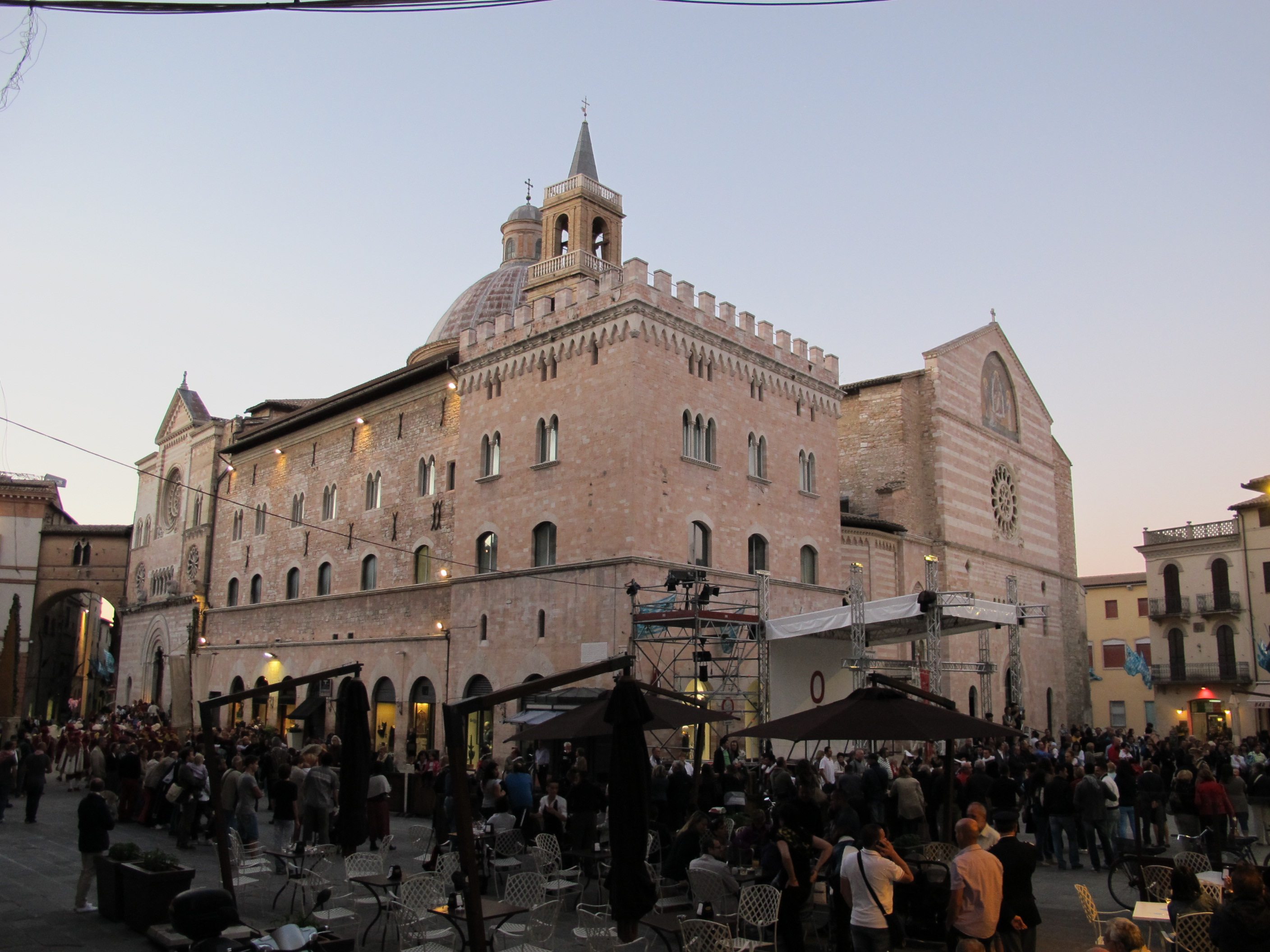
Kathedraal van Foligno